# Babka pierzasta
Babka pierzasta (Plantago coronopus L.) – gatunek rośliny z rodziny babkowatych (Plantaginaceae). Pochodzi z Europy, północnej Afryki oraz zachodniej Azji, ale rozprzestrzeniony został na wszystkie kontynenty z wyjątkiem Antarktydy. Na niektórych obszarach jest gatunkiem inwazyjnym. W Polsce na naturalnych stanowiskach uznawany jest za krytycznie zagrożony, a jednocześnie, jak w innych krajach Europy Środkowej, rozprzestrzenia się od końca XX wieku wzdłuż dróg. Gatunek dobrze znosi wysokie stężenia soli i spotykany jest na zróżnicowanych siedliskach wzdłuż wybrzeży morskich, a poza tym głównie na terenach pustynnych i na zasolonych przydrożach. Jest rośliną jadalną i ze względu na wzrost areału gleb zasolonych z powodu zmian klimatycznych, uznawany jest za gatunek o perspektywicznie dużym znaczeniu użytkowym. W uprawach tymczasem bywa uznawany za chwast i gatunek wskaźnikowy nadmiernego zasolenia. Roślina wykorzystywana bywa także jako lecznicza.

## Rozmieszczenie geograficzne
Gatunek jest szeroko rozprzestrzeniony. Rodzimy obszar występowania obejmuje Azory, Wyspy Kanaryjskie, Afrykę Północną (od Maroka po Egipt i Erytreę), południową i zachodnią Europę oraz wybrzeża atlantyckie, Morza Północnego i zachodniej części Morza Bałtyckiego w północnej i środkowej Europie, południowo-zachodnią Azję po Uzbekistan i Pakistan na wschodzie.
Jako gatunek introdukowany rośnie wzdłuż pacyficznych i atlantyckich wybrzeży Ameryki Północnej (odnotowany został także na Grenlandii), w Chile, Urugwaju i Brazylii w Ameryce Południowej, w Południowej Afryce, w Australii i Nowej Zelandii. Introdukowany został także do krajów Europy Środkowej takich jak: Austria, Węgry i Słowacja. Okoliczności zawleczenia gatunku są na ogół słabo udokumentowane, w obszarach śródlądowych Europy Środkowej rozprzestrzenianiu się gatunku sprzyja stosowanie soli podczas zimowego utrzymania dróg. Na inne kontynenty nasiona tego gatunku trafiły prawdopodobnie jako zanieczyszczenie nasion traw wysiewanych na pastwiskach.
W Polsce gatunek był bardzo rzadki – znany tylko z kilku stanowisk w zachodniej części wybrzeża Bałtyku, zachował się w drugiej połowie XX wieku tylko na solniskach na Karsiborskiej Kępie w Świnoujściu. Na początku XXI wieku zaczął być spotykany na zasolonych poboczach dróg, początkowo w dużych miastach (w Gdańsku i Poznaniu), a później już na licznych stanowiskach wzdłuż dróg, zwłaszcza w zachodniej części kraju.

## Morfologia

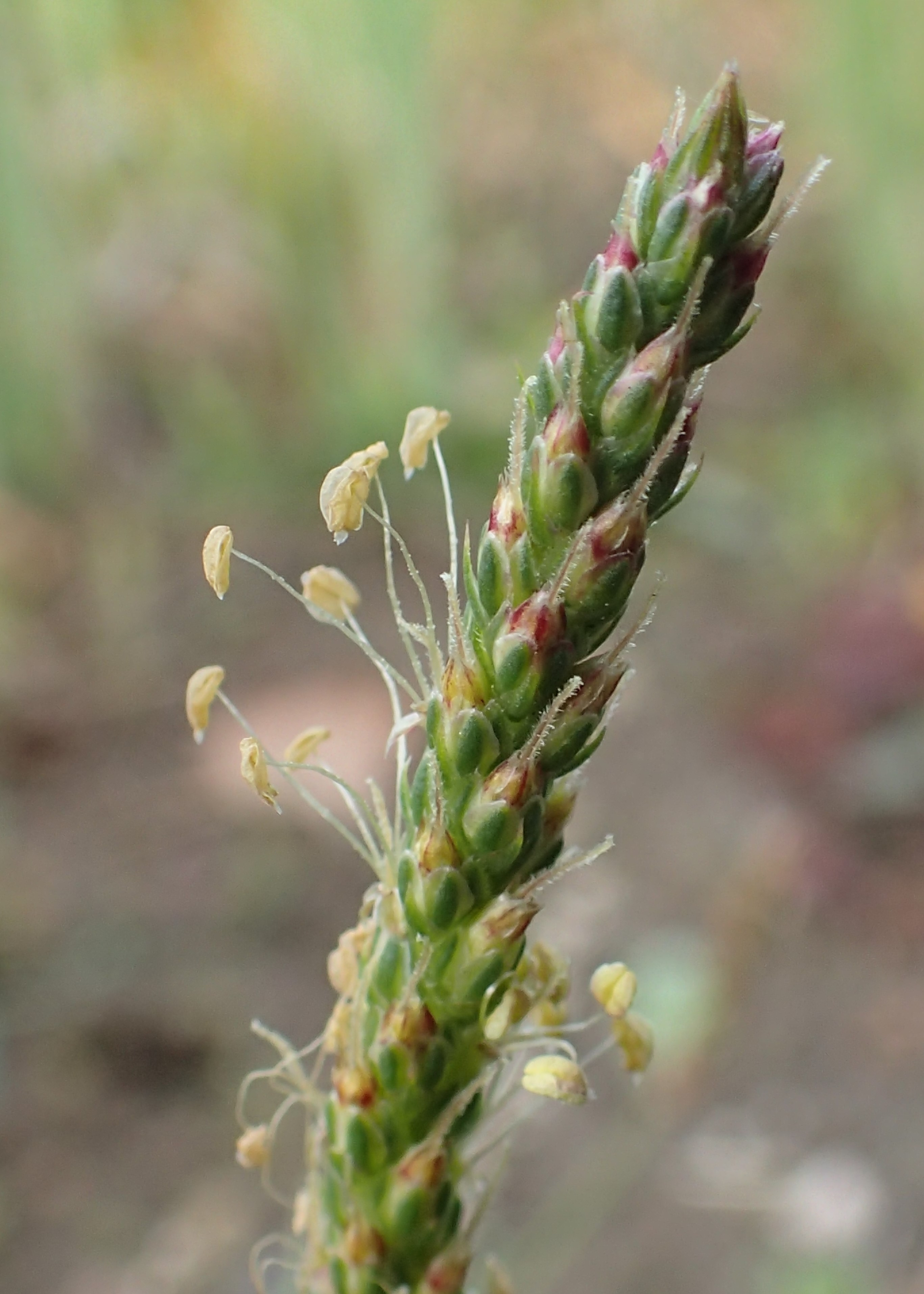
Kłos – w górnej części z kwiatów wystają szyjki słupków, w dolnej – pręciki

PokrójRoślina zielna, bardzo zmienna pod względem wielkości, stopnia owłosienia i kształtu liści; o silnie skróconym pędzie, osiągającym do 1 cm długości, z cienkim lub grubym korzeniem palowym, gęstą rozetą liści przyziemnych i wzniesionych szypułach kwiatostanowych o wysokości zwykle do 15 cm, rzadziej ponad 20 cm. Włoski są pojedyncze, wełniste, białawe, obfite zwykle przynajmniej u nasady liści.
LiścieSkrętoległe, skupione w przyziemną rozetę, bardzo zmienne pod względem kształtu i stopnia owłosienia, zwykle rozpostarte, czasem wzniesione, na starszych roślinach bardzo liczne. Blaszka równowąska do lancetowatej u nasady zwęża się w wąski ogonek, rzadko blaszka bywa całobrzega, zwykle jest ząbkowana do pierzastosiecznej, przy czym ząbki i łatki liścia bywają delikatne lub bardzo wydatne, równowąskie do jajowatych, nierzadko łatki są także ząbkowane do siecznych – zdarzają się rośliny o liściach w efekcie podwójnie pierzastosiecznych. Blaszki bywają cienkie do gruboszowatych, przy czym te mięsiste są zwykle też bardziej jasnozielone. Osiągają zwykle do 8 cm długości i 1,5 cm szerokości, maksymalnie jednak do 30 cm długości i 5,5 cm szerokości.

Zmienność kształtu i owłosienia liści
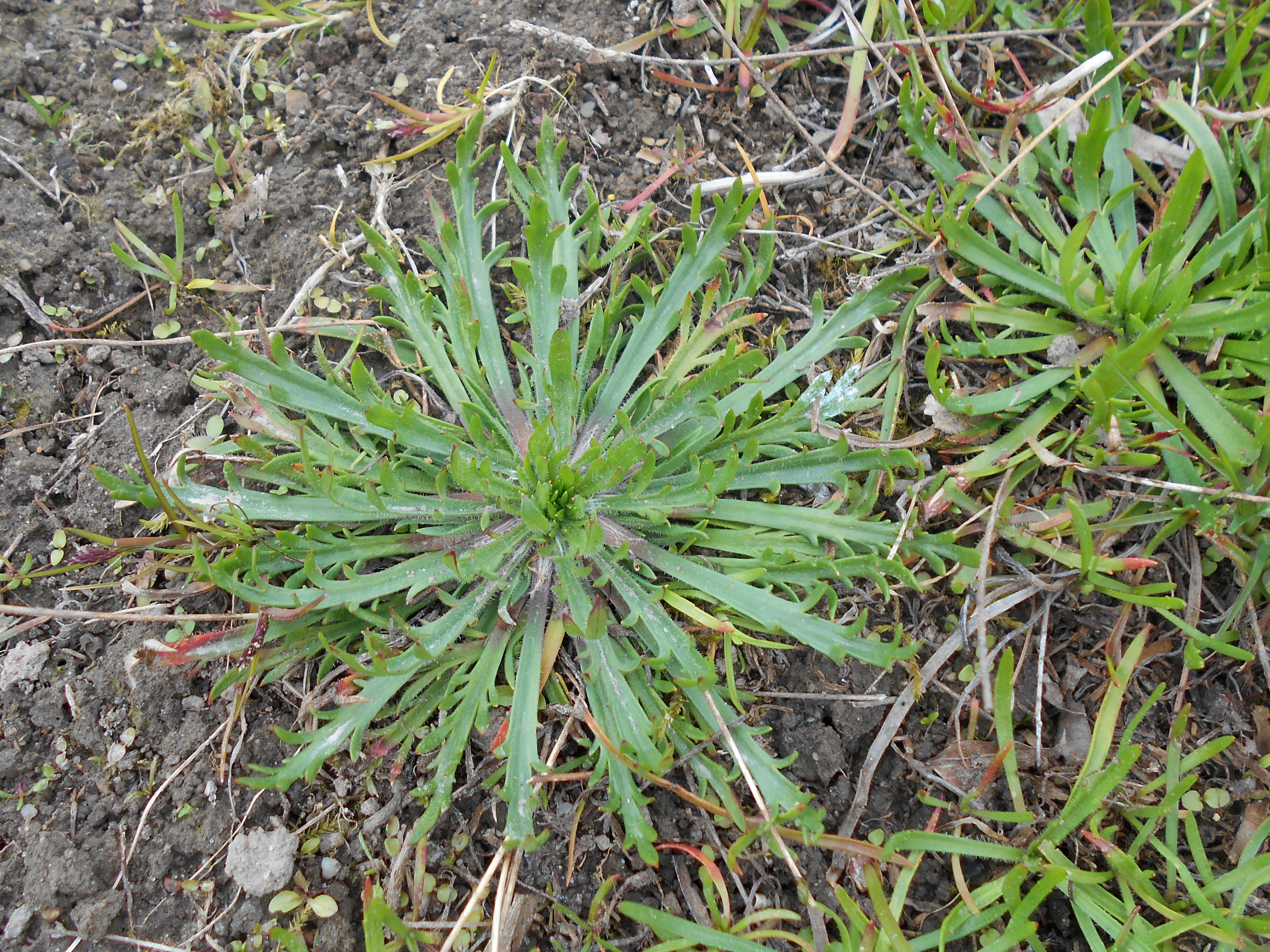
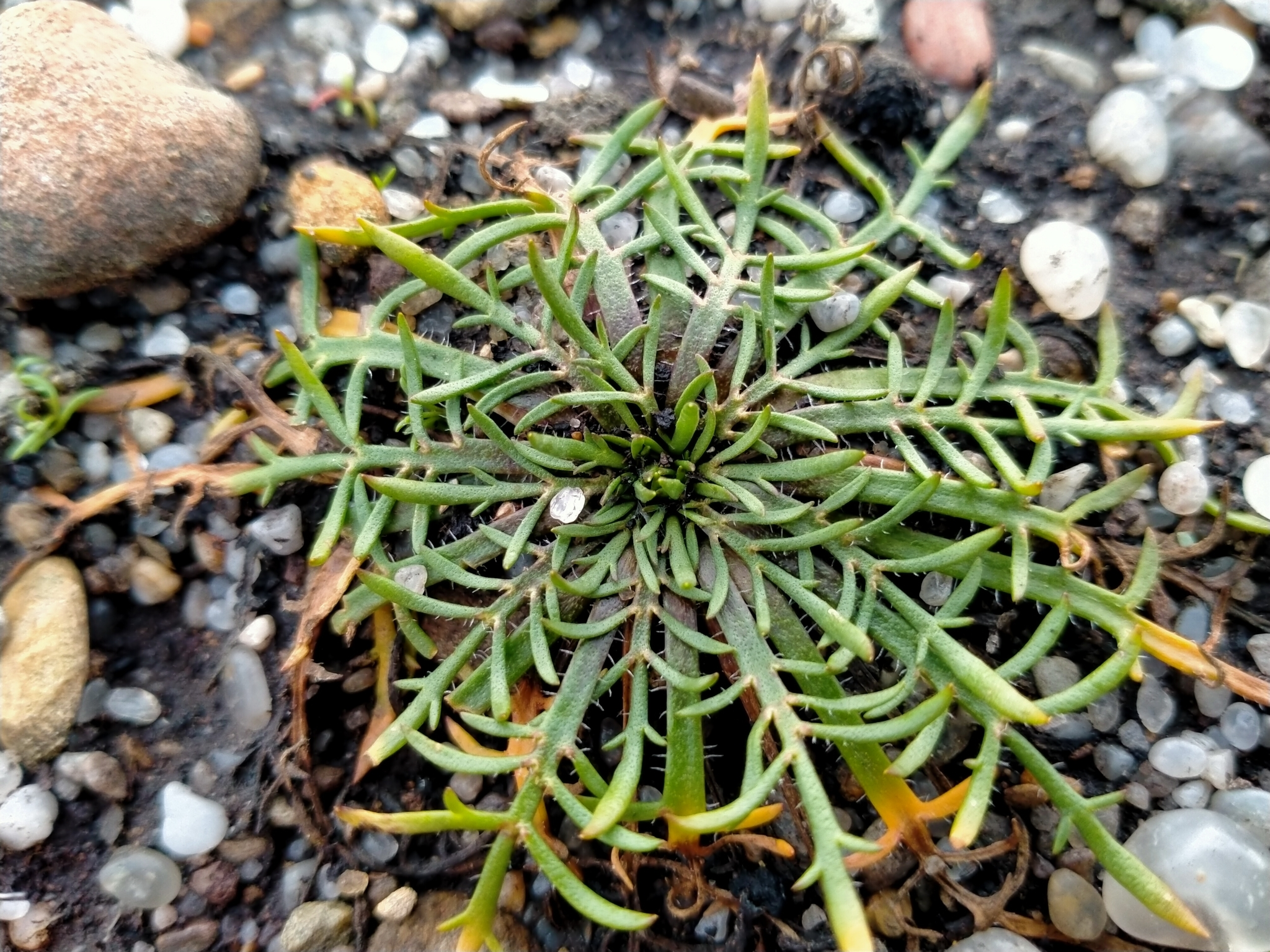
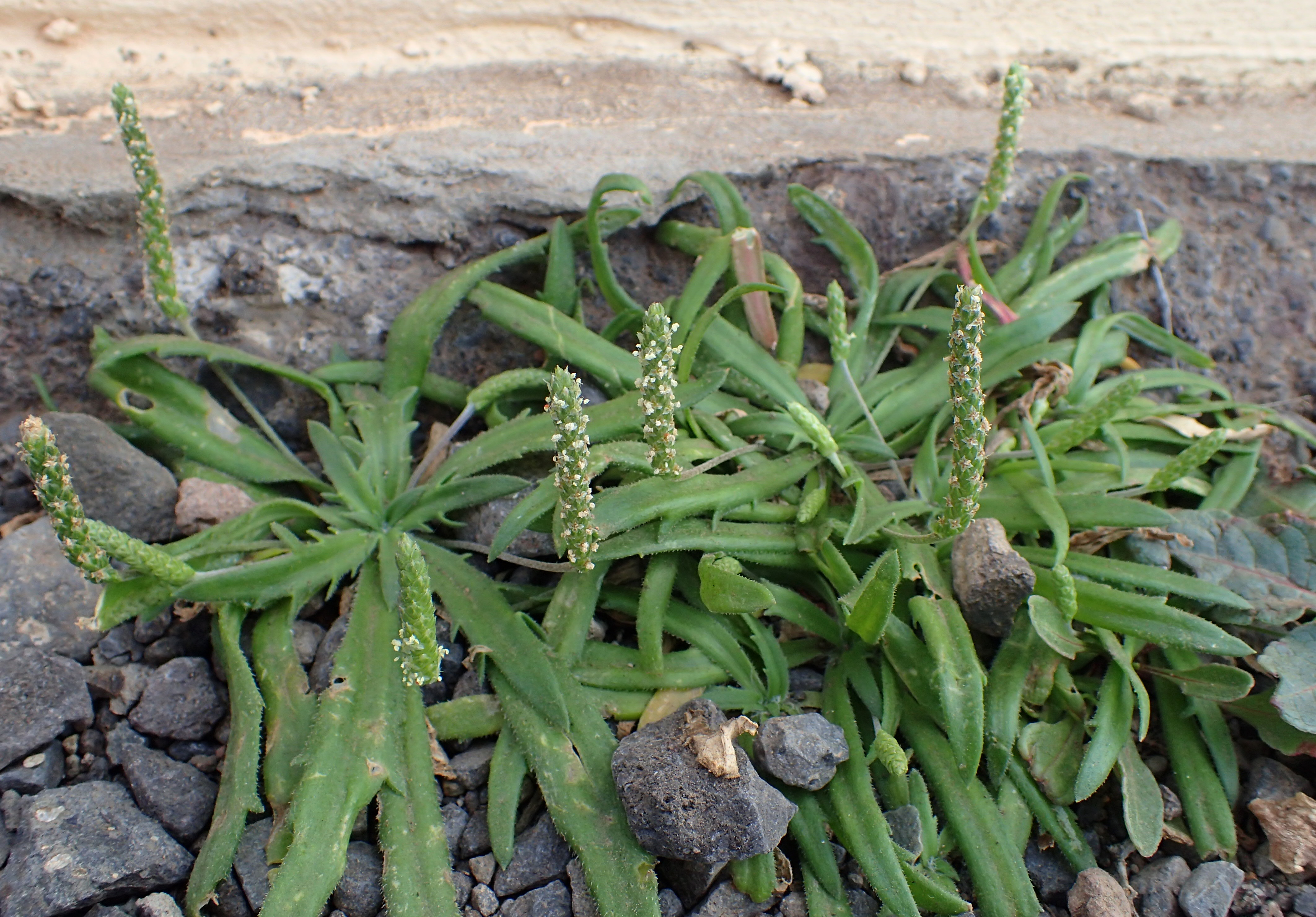
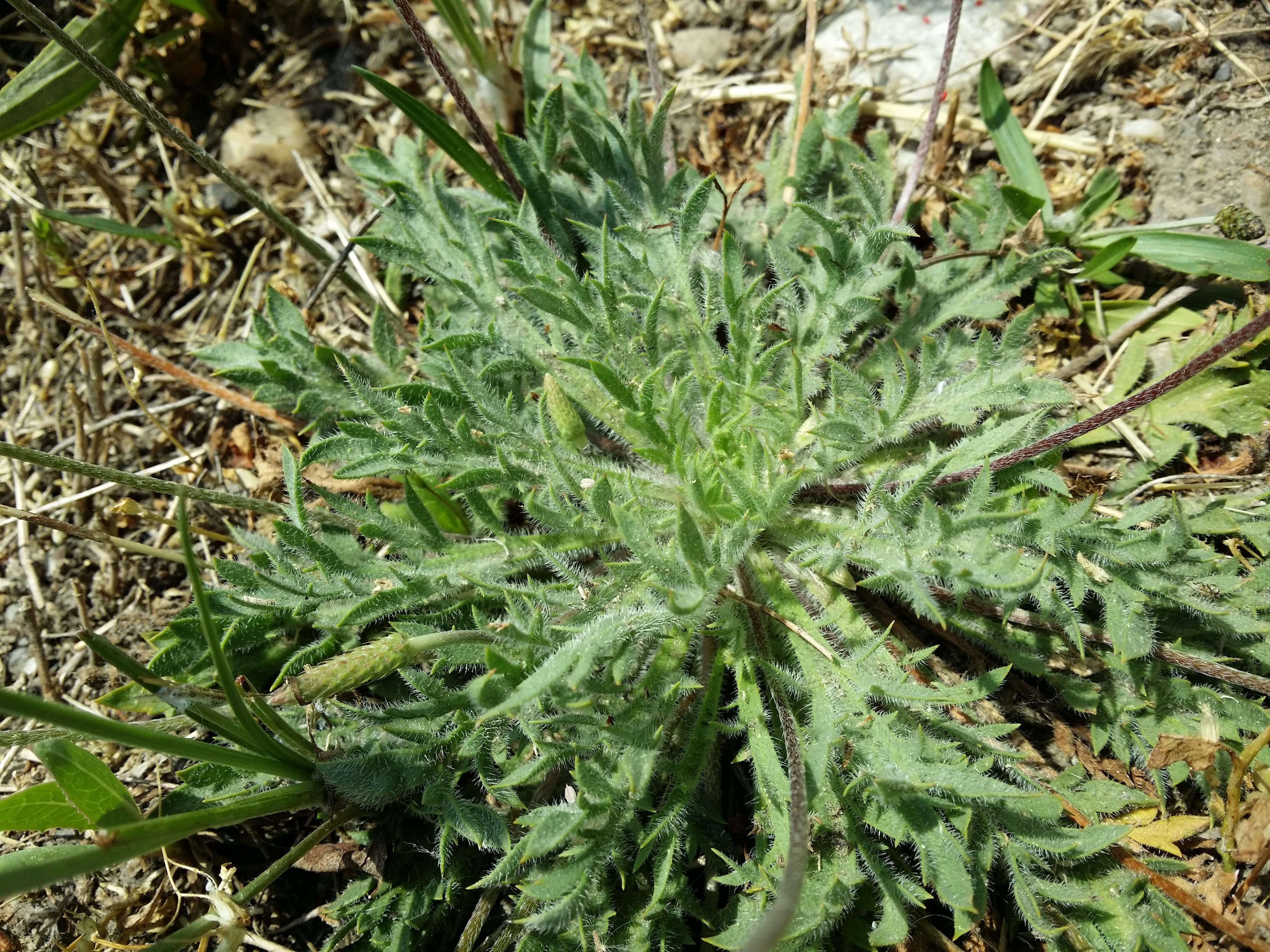
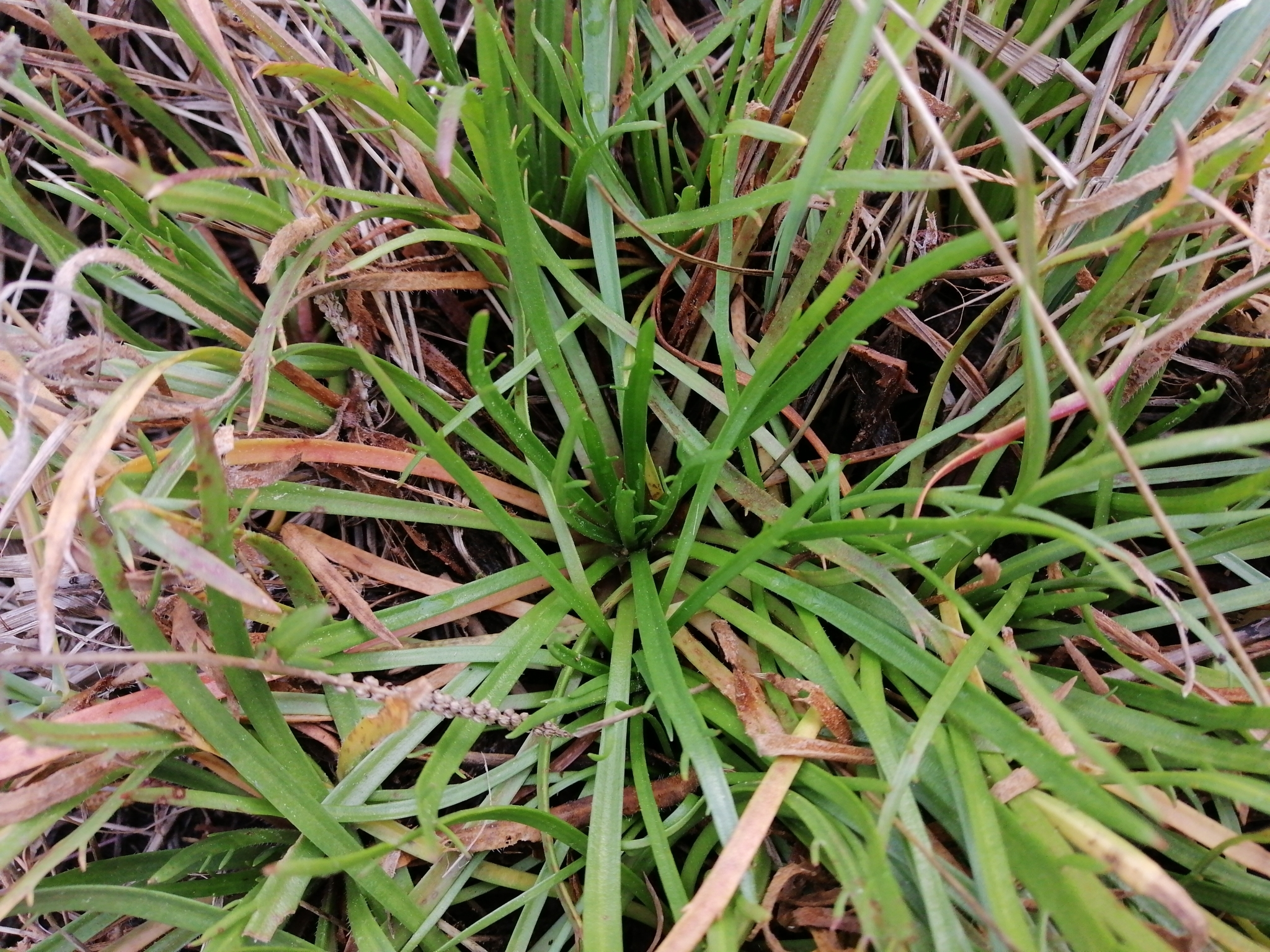

KwiatyZebrane w walcowate, gęste kłosy o długości 1–6 cm wyrastające pojedynczo na szczytach szypuł kwiatostanowych, których rozwija się od kilku na mniejszych roślinach do kilkudziesięciu na większych. Szypuły wyrastające bliżej środka rozety są wzniesione, a te z brzegów są łukowate lub w dolnej części wręcz leżące i dalej podnoszące się. Osiągają one od kilku do 30 cm długości. Kwiaty wsparte są jajowatymi, zaostrzonymi i zwykle odstającymi przysadkami o długości 1,5–2 mm. Działki kielicha są cztery w dwóch różnych parach – te zewnętrzne (proksymalne) są jajowate i orzęsione, wewnętrzne (dystalne) są niesymetryczne, łódeczkowate z nieco oskrzydlonym grzbietem. Osiągają do 3 mm długości, są zielone, z nieco błoniastym brzegiem i są trwałe. Rurka korony jest błoniasta i biaława, przynajmniej za młodu jest owłosiona, ma kształt walcowaty i zakończona jest czterema łatkami, odgiętymi i osiągającymi 1 mm długości. Pręciki w liczbie czterech są początkowo schowane w rurce korony, ale dojrzałe wyrastają na długich i cienkich nitkach znacznie poza jej obrąb. Pylniki są żółte. Zalążnia pojedyncza powstająca z dwóch owocolistków i stąd dwukomorowa, aczkolwiek czasem z powodu przerastania łożyska bywa, że tworzą się niepełne fałszywe przegrody tworzące trzy lub cztery komory pozorne. Zwieńczona jest długą i owłosioną szyjką słupka.
OwocJajowata torebka zawierająca od dwóch do pięciu nasion. Pęka w poprzek nieco poniżej swojej połowy, otwierając się wieczkiem. Nasiona są eliptyczne, nieco spłaszczone, o długości 1–1,5 mm, przy czym jedno rozwijające się dystalnie jest mniejsze (osiąga 0,7–0,9 mm długości) i ma inny kształt od pozostałych.

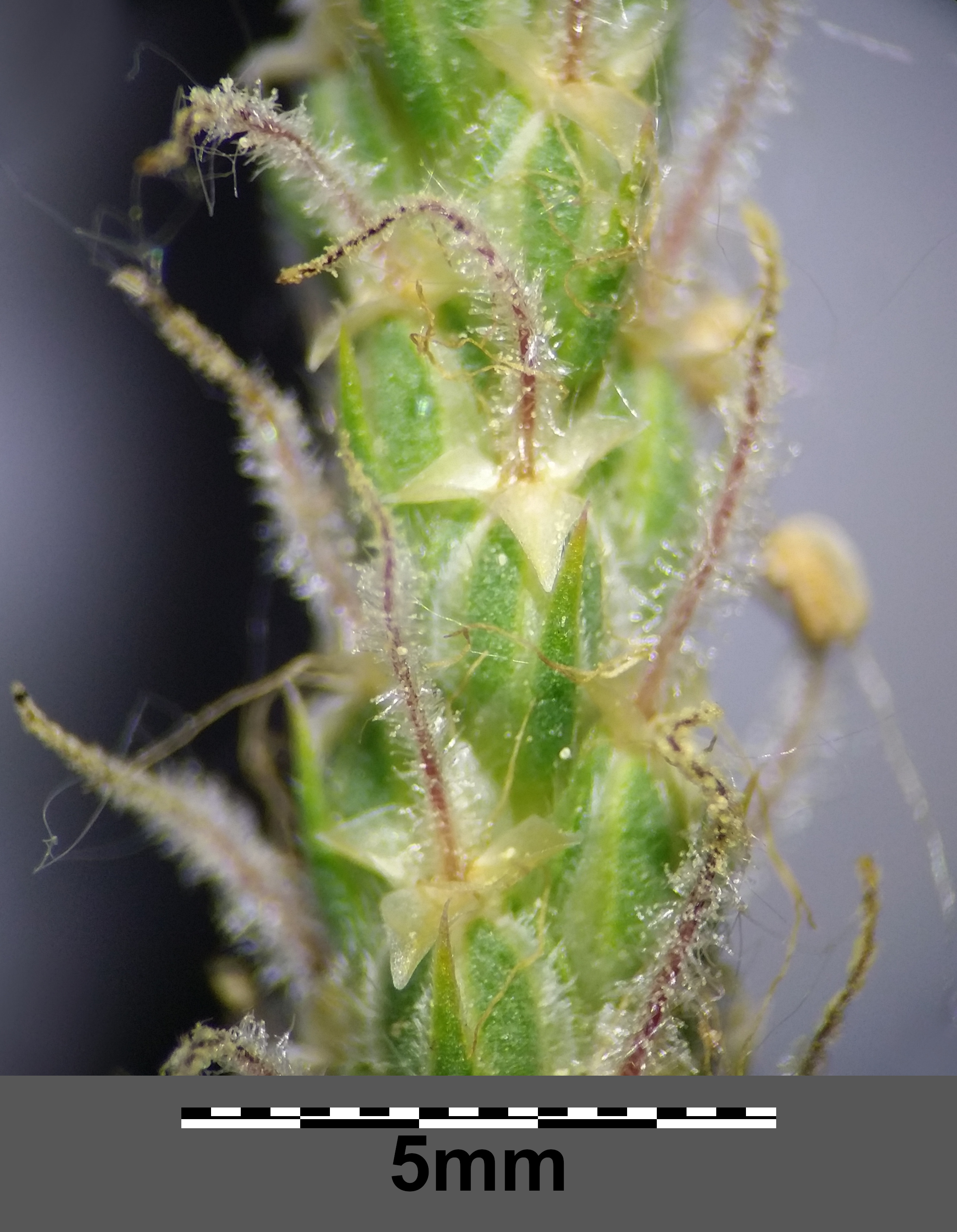
Kwiat z wystającą szyjką słupka
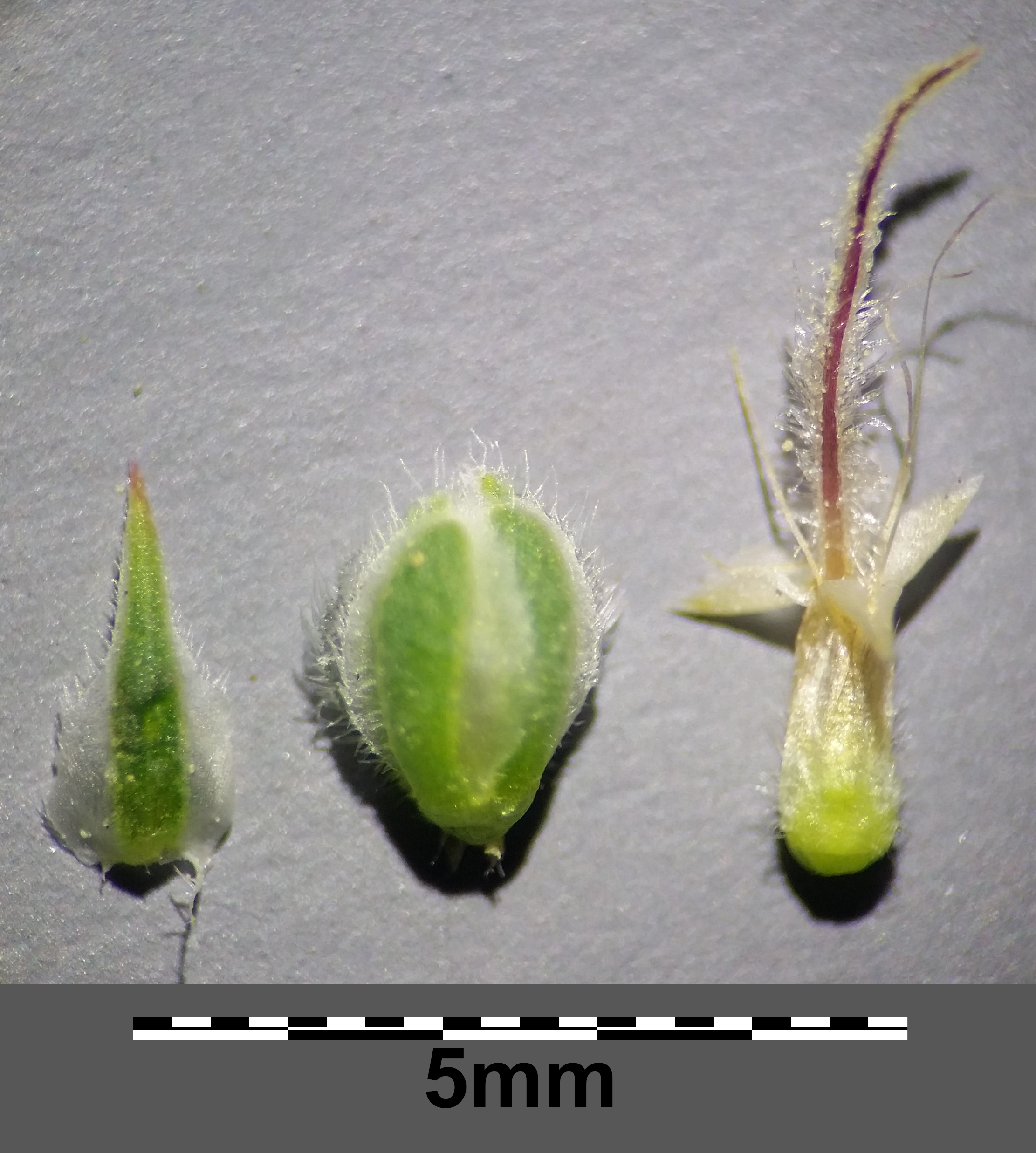
Przysadka, kielich i korona ze słupkiem
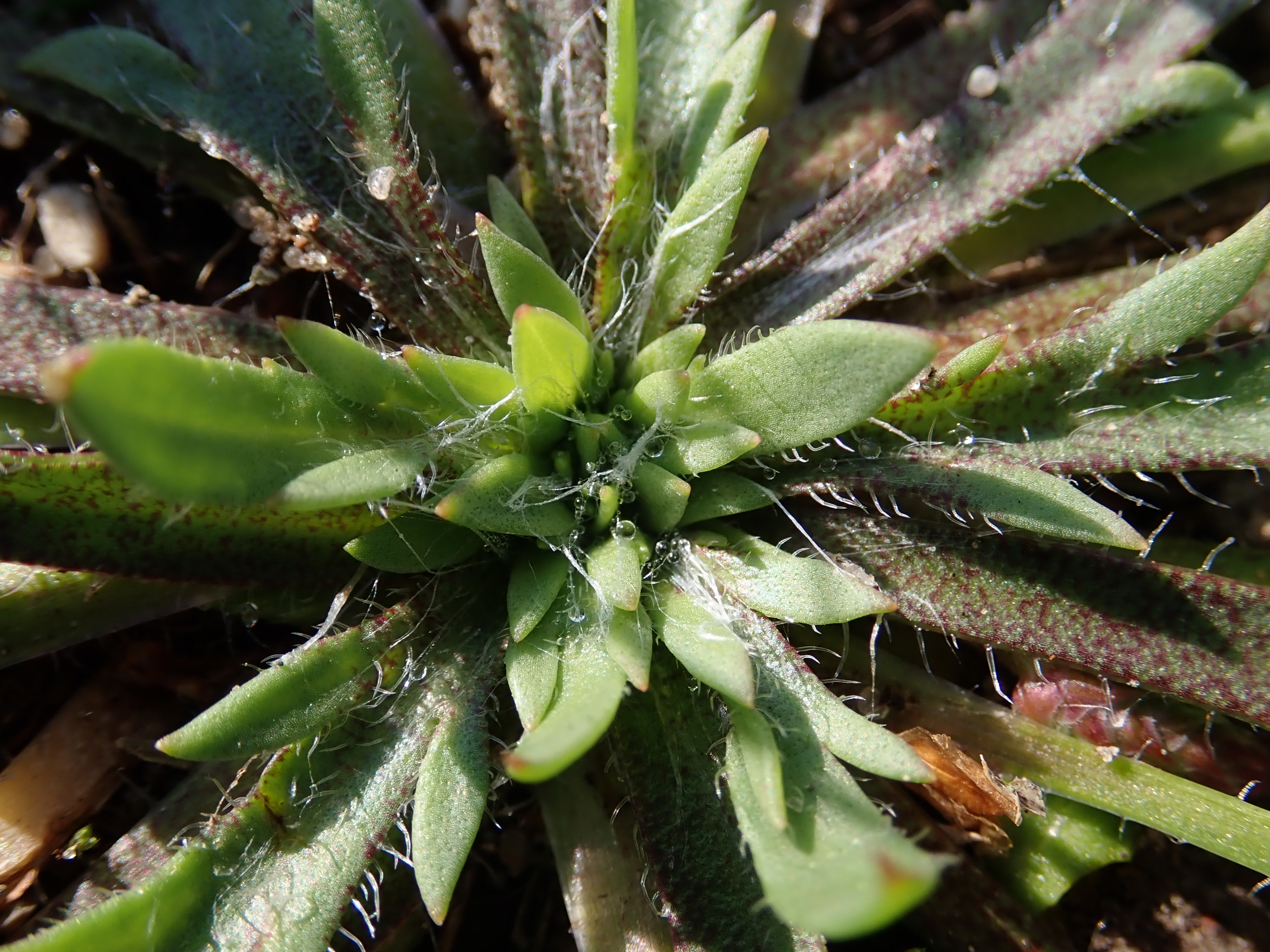
Rozwijające się liście

## Biologia

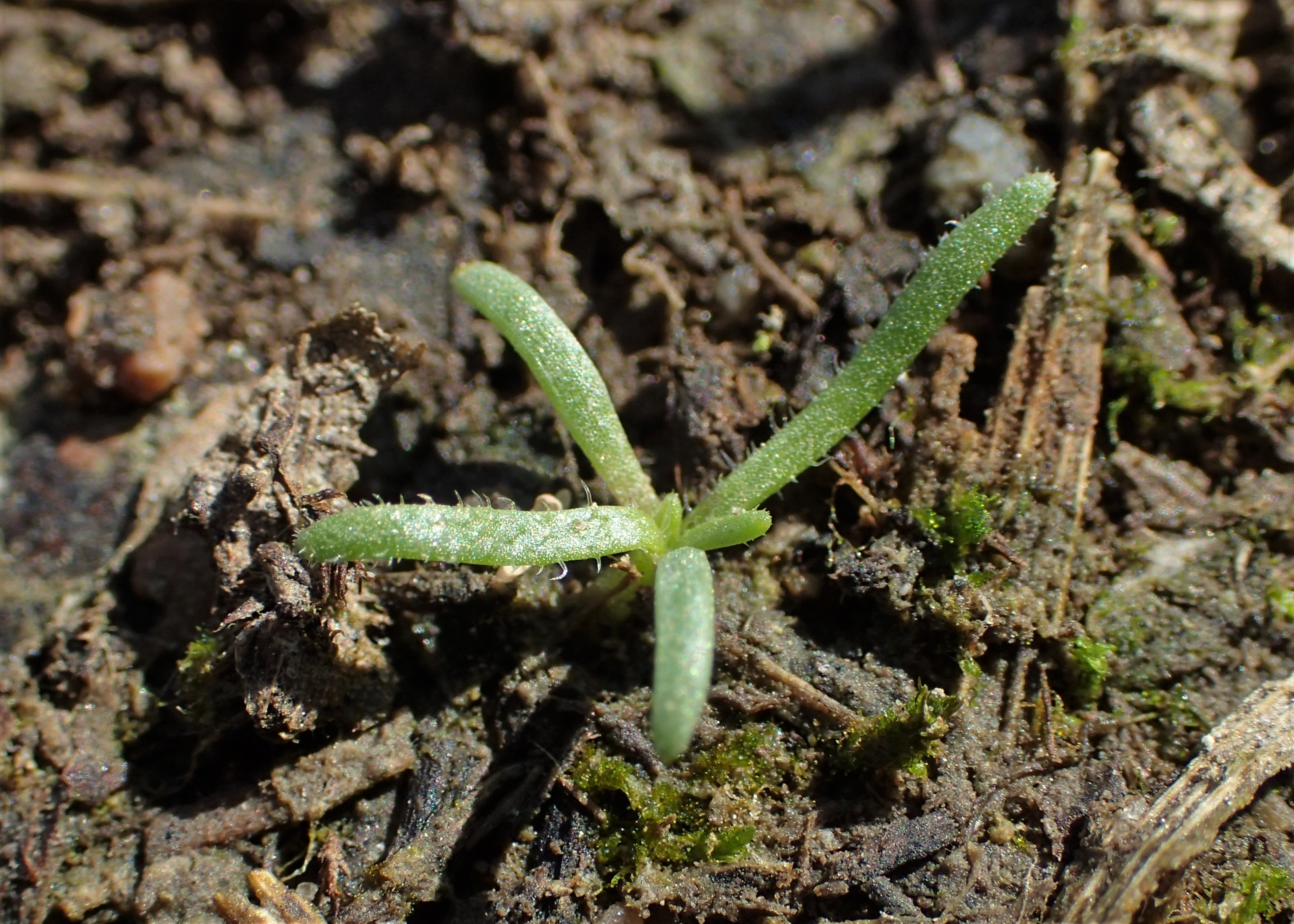
Siewka

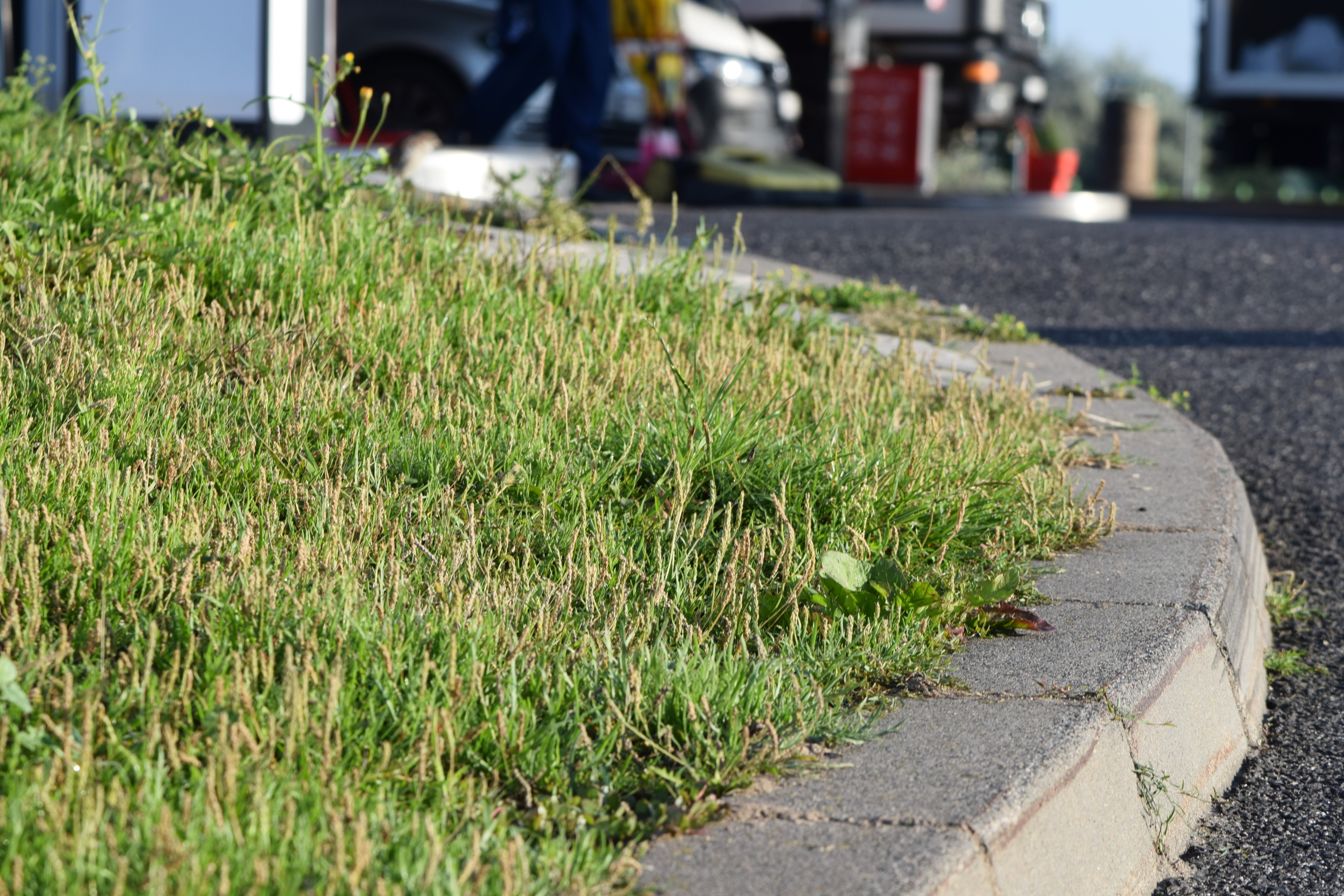
Babka pierzasta na przydrożach przy autostradzie A2 w Wielkopolsce

### Rozwój
Rośnie jako roślina jednoroczna, dwuletnia i bylina. W klasyfikacji form życiowych klasyfikowana jest jako terofit i hemikryptofit. W zależności od warunków pogodowych rośliny rozpoczynają intensywny wzrost od razu po zimie, w łagodnym klimacie od połowy lutego, i zwykle trwa on do około połowy lipca. Gatunek rozmnaża się głównie płciowo za pośrednictwem nasion. Rzadko pęd dzieli się wegetatywnie, tworząc rozety siostrzane.
Kwitnienie
Rozwój kwiatostanów zależy od fazy wzrostu rośliny – powstawać zaczynają w kątach liści po uformowaniu ok. 14 liści. Tworzą się one zwykle już w marcu i w łagodnym klimacie kwitnienie może zacząć się już w końcu kwietnia. W warunkach Europy Środkowej kwitnienie trwa zwykle od czerwca do września. Kwiaty są wiatropylne i wyraźnie przedsłupne – wcześniej dojrzewają organy żeńskie, później męskie, co sprzyja zapyleniu krzyżowemu (aczkolwiek kwiaty są też zdolne do samozapylenia). W poszczególnych kwiatach najpierw wyrasta z rurki korony szyjka słupka, a następnie wcześniej schowane w rurce – pręciki (w efekcie w poszczególnych kłosach można obserwować młodsze kwiaty w górnej części wystawiające z koron słupki i starsze w dolnej części z wystającymi pylnikami). Pylniki umieszczone na końcach długich i cienkich nitek otwierają się niewielkimi otworami, przez które pyłek wytrząsany jest tylko przez silne podmuchy wiatru i tylko w czasie suchej pogody – gdy powietrze jest wilgotne, otwory pylników zamykają się.
Rozsiewanie
Nasiona dojrzewają i są rozsiewane od sierpnia–września. W jednym kłosie powstawać może ich zróżnicowana liczba – od 10 do 400, a na pojedynczych roślinach może ich powstać w sumie do 7200. Zróżnicowanie budowy nasion wpływa na ich różny sposób dyspersji – drobne nasiona tkwiące w szczytowej części torebki zwykle odpadają razem z wieczkiem i rozprzestrzeniane są przez wiatr i wodę na większe odległości. Nie wydzielają śluzu i nie toną w wodzie, ich kiełkowanie jest też opóźnione. Z kolei pozostałe, większe nasiona opadają i niemal od razu są zdolne do kiełkowania, a pokrywając się śluzem w wilgotnym lub wodnym środowisku – toną. Nasiona, mimo że na ogół kiełkują od razu, mogą zachowywać zdolność do kiełkowania przez co najmniej kilka lat (trzyletnie nasiona kiełkują w 90%). O ile nasiona tworzone są regularnie w dużych ilościach, o tyle pojawianie się siewek jest bardzo zróżnicowane w różnych latach. Kiełkowanie następuje w warunkach dużej wilgotności, co skutkuje wydzieleniem przez łupinę nasienną śluzów przylepiających nasiono do ziarn piasku i ułatwiających wnikanie między nie korzenia pierwotnego. Para liścieni jest równowąska, podobnie jak 2–3 kolejne liście. Dopiero na kolejnych liściach pojawiają się charakterystyczne dla gatunku ząbki. Bardzo duży wpływ na przeżywalność siewek ma występowanie okresów suszy w końcu lata i jesienią. Młode rośliny, które przeżyją okres jesienno-zimowy zwykle zakwitają w kolejnym roku.

### Genetyka
Babka pierzasta jako diploid zawiera w komórkach zwykle 10 chromosomów (2n = 10), jednak zarejestrowano także rośliny o jednym lub dwóch chromosomach brakujących albo nadliczbowych (2n = 10 +/-1 lub 2), tetraploidy (2n = 20) i heksaploidy (2n = 30). Tetraploidy opisywane były jako osobny gatunek Plantago commutata lub podgatunek P. coronopus subsp. commutata. Rośliny te, spotykane w naturze w środkowej i wschodniej części basenu Morza Śródziemnego, rozprzestrzeniają się wzdłuż zasolonych przydroży w Europie Środkowej (na przełomie XX i XXI wieku zaczęły inwazję od Bawarii i Austrii), w drugim dziesięcioleciu XXI wieku dotarły do Węgier. Różnią się one od podgatunku typowego (diploidów) tym, że są roślinami zawsze rocznymi, szypuły z kwiatostanami są krótsze lub równej długości jak liście (u podgatunku typowego u silniej rosnących roślin kwiatostany bywają dłuższe od liści), kłosy są gęstsze i dłuższe, przysadki są krótsze (od 1,6 do 2,3 mm, u podgatunku typowego od 2,0 do 2,6 mm), ich zaostrzony, ale nie szydlasto wyciągnięty koniec jest krótszy od działek kielicha (u podgatunku typowego długi i niemal równowąski koniec jest równy im długością).
Rejestrowane chromosomy B (nadliczbowe) łączone były z występującymi u tego gatunku roślinami męskosterylnymi, jednak okazało się, że męska sterylność warunkowana jest występowaniem złożonego zespołu genów jądrowych i pozajądrowych.

### Fizjologia i fitochemia
Gatunek cechuje się dużą tolerancją na zasolenie gleby, za co odpowiada zespół reakcji na poziomie komórkowym, narządowym i całej rośliny. W warunkach dużego stresu solnego roślina ogranicza wzrost, hamuje wentylację i transpirację poprzez aparaty szparkowe, ograniczając w efekcie zużycie wody. Rośliny potrafią kumulować w dużych stężeniach chlorek sodu w liściach, a składniki odżywcze, głównie rozpuszczalne węglowodany w korzeniu. Związkiem wykorzystywanym do utrzymania odpowiedniego ciśnienia osmotycznego jest sorbitol.
Babka pierzasta cechuje się dużą zawartością polifenoli, flawonoidów i tanin, zwłaszcza udział flawonoidów przewyższa w tym wypadku udział tych związków u innych przedstawicieli rodzaju, w tym popularnie wykorzystywanych leczniczo, jak babka zwyczajna i lancetowata. Ze związków fenolowych najobficiej występuje tu werbaskozyd o znanych właściwościach przeciwutleniających, przeciwzapalnych, przeciwgrzybiczych i działaniu cytotoksycznym. Kolejnym pod względem ilości jest 7-O-glukozyd luteoliny, następnie kwas ferulowy, salicylowy i rozmarynowy. Roślina zawiera poza tym z substancji czynnych m.in.: kwas wanilinowy, kwercetynę, luteolinę, kwas galusowy i kumarowy. Rośliny tego gatunku cechują się dużą zawartością takich makroelementów jak: sód Na (50,0 mg/g s.m.) wapń Ca (14,0 mg/g), żelazo Fe (0,41 mg/g), magnez Mg (6,34 mg/g). Spośród aminokwasów podstawowym składnikiem jest arginina (10,2 mg/g s.m.), a kolejne pod względem ilości są: leucyna (5,57 mg/g) i treonina (5,22 mg/g).

## Ekologia

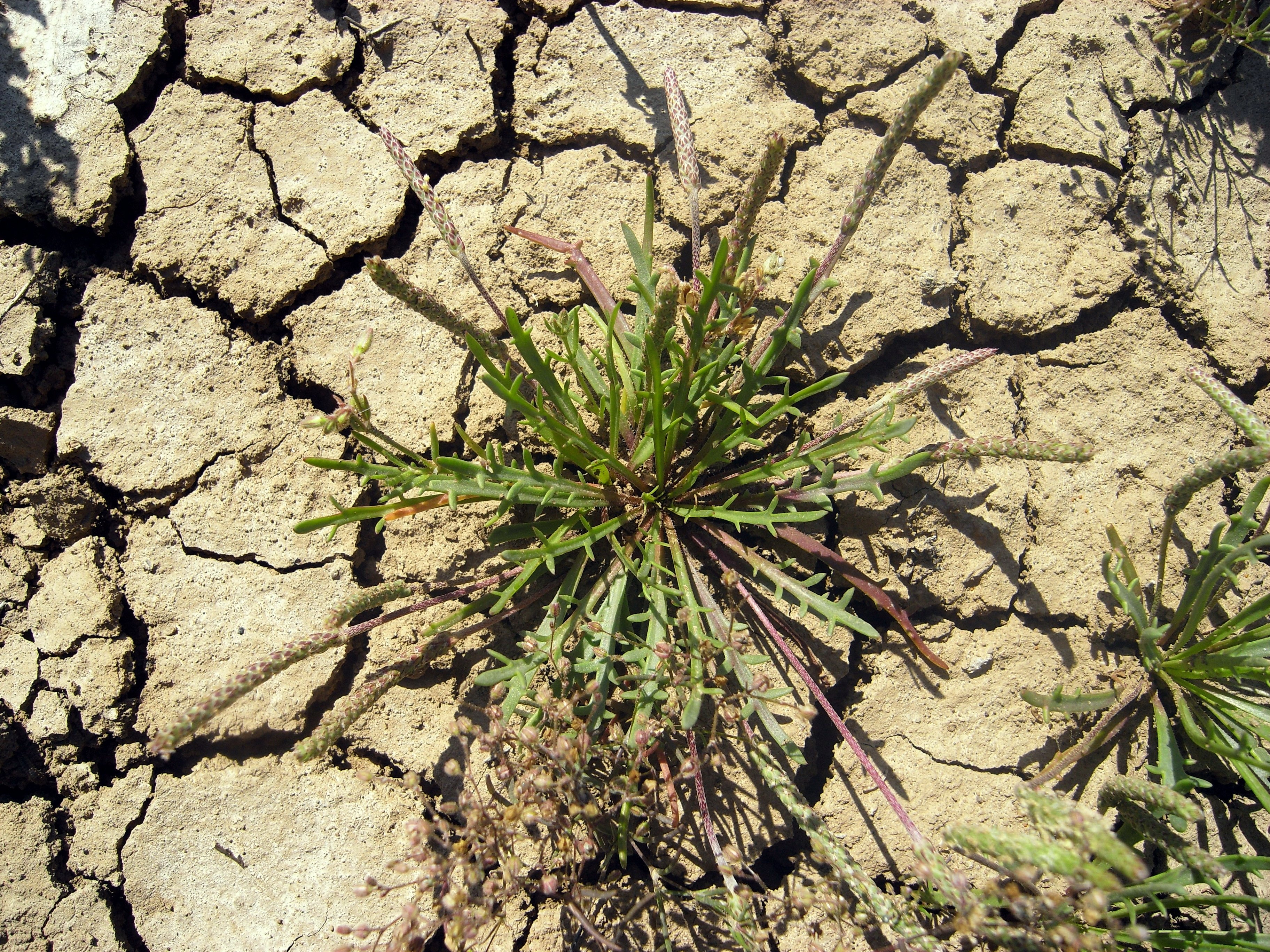
Babka pierzasta na wyschniętym brzegu jeziora Sebkha Kelbia w Tunezji

### Siedlisko
Babka pierzasta występuje na różnych siedliskach wzdłuż wybrzeży morskich – na słonych łąkach, ustabilizowanych wydmach (zwykle na ich obrzeżach sąsiadujących z solniskami), na klifach, w tym także w szczelinach skalnych tuż nad zasięgiem pływów, czasem w głębi lądu w miejscach otwartych i piaszczystych, na przydrożach, także jako chwast w uprawach i na pastwiskach, na odłogach i siedliskach ruderalnych. Z dala od wybrzeży rośnie zwłaszcza w basenie Morza Śródziemnego i w południowo-zachodniej Azji. Występuje tam na pustyniach piaszczystych i żwirowych, na brzegach i terenach zalewowych rzek i jezior, rzadziej na suchych zboczach. Zasiedla zwykle niższe położenia do 200 m n.p.m. w Ameryce Północnej, 350 m n.p.m. w Wielkiej Brytanii, ale w rejonie Morza Śródziemnego sięga w wielu miejscach ponad 1000 m n.p.m. z rekordem w marokańskim Atlasie Wysokim, gdzie babka ta znaleziona została na 3630 m n.p.m. W południowej części zasięgu rośliny rosnące na pustyniach Afryki i Azji w warunkach dłuższego dnia są z reguły większe i tworzą więcej nasion niż rośliny z północnej części zasięgu. Rośliny tego gatunku dobrze znoszą zarówno wysokie temperatury w okresie letnim (np. na pustyniach zachodniej Azji i północnej Afryki), jak i mrozy w okresie zimowym (obecne są w Norwegii i Grenlandii).
Gatunek rozwija się na podłożach przepuszczalnych – piaszczystych i żwirowych, także na glebach inicjalnych, płytkich, tworzących się na skałach i w ich szczelinach. W przypadku zasypywania roślin przez piasek – pęd wydłuża się, umożliwiając rozwijanie się rozety liści na powierzchni gruntu. Odczyn gleby na stanowiskach jest zróżnicowany od pH 4,8 do 8,8, przy czym gatunek opisywany jest jako raczej preferujący siedliska zasadowe. Wymaga stanowisk w pełni nasłonecznionych, toleruje silną ekspozycję na wiatr i aerozol morski. Dobrze znosi okresowe susze i zasiedla stanowiska istotnie różniące się warunkami wilgotnościowymi. Nie szkodzi mu wysokie stężenie żelaza w podłożu. Jest halofitem fakultatywnym – znosi zarówno zwiększone zasolenie (do 30,1‰ NaCl), jak i utrzymuje się w miejscach niezasolonych. Jest także rośliną dobrze tolerującą wypas i wydeptywanie – może rosnąć na mocno zagęszczonym podłożu.

### Interakcje międzygatunkowe
Roślina jest chętnie zgryzana przez króliki, owce, kozy i konie. Nasiona tego gatunku są zbierane i spożywane przez mrówki – żniwiarkę Messor barbarus i M. rugosus, przy czym owady te omijają nasiona pokryte śluzem. Na roślinach żerują gąsienice motyli: przeplatka cinksia Melitaea cinxia, Aspitates ochrearia, Scrobipalpa instabilella, Scrobipalpa samadensis i Metzneria littorella, chrząszcze: Trachyphloeus aristatus, Cathormiocerus attaphilus, Caenopsis waltoni, Mecinus collaris, Mecinus circulatus, Trichosirocalus thalhammeri, Trichosirocalus dawsoni, Ceuthorhynchidius dawsoni, Longitarsus pratensis, Apteropeda orbiculata, Chrysolina latecincta, Chrysolina intermedia i Chrysolina haemoptera oraz larwy muchówki Phytomyza plantaginis.
W klasyfikacji zbiorowisk roślinnych na terenie Polski gatunek charakterystyczny dla Cl. Asteretea tripolium, Ass. Juncetum gerardi. Rozwija się zwykle na odsłoniętej glebie, ewentualnie w miejscach o niewielkim zwarciu pokrywy roślinnej. Bywa, że tworzy zwarte, niemal jednogatunkowe darnie rosnąc w dużym zagęszczeniu i wówczas z poszczególnymi roślinami osiągającymi niewielkie rozmiary. Brak lub niewielka konkurencja roślin towarzyszących wpływa na zwiększenie udziału w populacji babki roślin rocznych. Występując obficie na obszarach inwazji, bywa silnie konkurencyjny dla gatunków miejscowych, w tym np. w Kalifornii jego obecność uznawana jest za istotny problem dla roślin zagrożonych – Trifolium amoenum i Astragalus robbinsii var. jesupii.
Korzenie babki pierzastej tworzą mykoryzę arbuskularną.

## Systematyka i zmienność
Babka pierzasta należy w obrębie rodzaju babka Plantago do podrodzaju Coronopus i sekcji Coronopus. Do podrodzaju należy poza babką pierzastą jeszcze 10 innych gatunków, występujących głównie w basenie Morza Śródziemnego. Ze względu na ogromną zmienność gatunku opisano w jego obrębie bardzo liczne taksony wewnątrzgatunkowe w randze form i odmian oraz co najmniej cztery podgatunki. Współcześnie celowość wyróżniania tych taksonów jest dyskusyjna, stosowany bywa podział na podgatunki:
- subsp. coronopus – typowy (diploidalny) – rozprzestrzeniony w zasięgu gatunku, jedyny w Europie Zachodniej[15], w Polsce nad Bałtykiem[8];
- subsp. commutata (Guss.) Pilg.[22][15] – tetraploidalny, występujący w centralnej i wschodniej części basenu Morza Śródziemnego, rozprzestrzeniający się wzdłuż przydroży w Europie Środkowej[15]; bywa też wyodrębniany jako Plantago weldenii Rchb. lub Plantago commutata Guss.[23];
- subsp. purpurascens (Willk. ex Nyman) Pilg. – występujący na Majorce, ma liście ząbkowane, ale nie sieczne, szypuły kwiatostanowe nie dłuższe od liści, czerwono zabarwione[13]; także bywa utożsamiany z Plantago weldenii Rchb.[24]

## Zagrożenia i ochrona

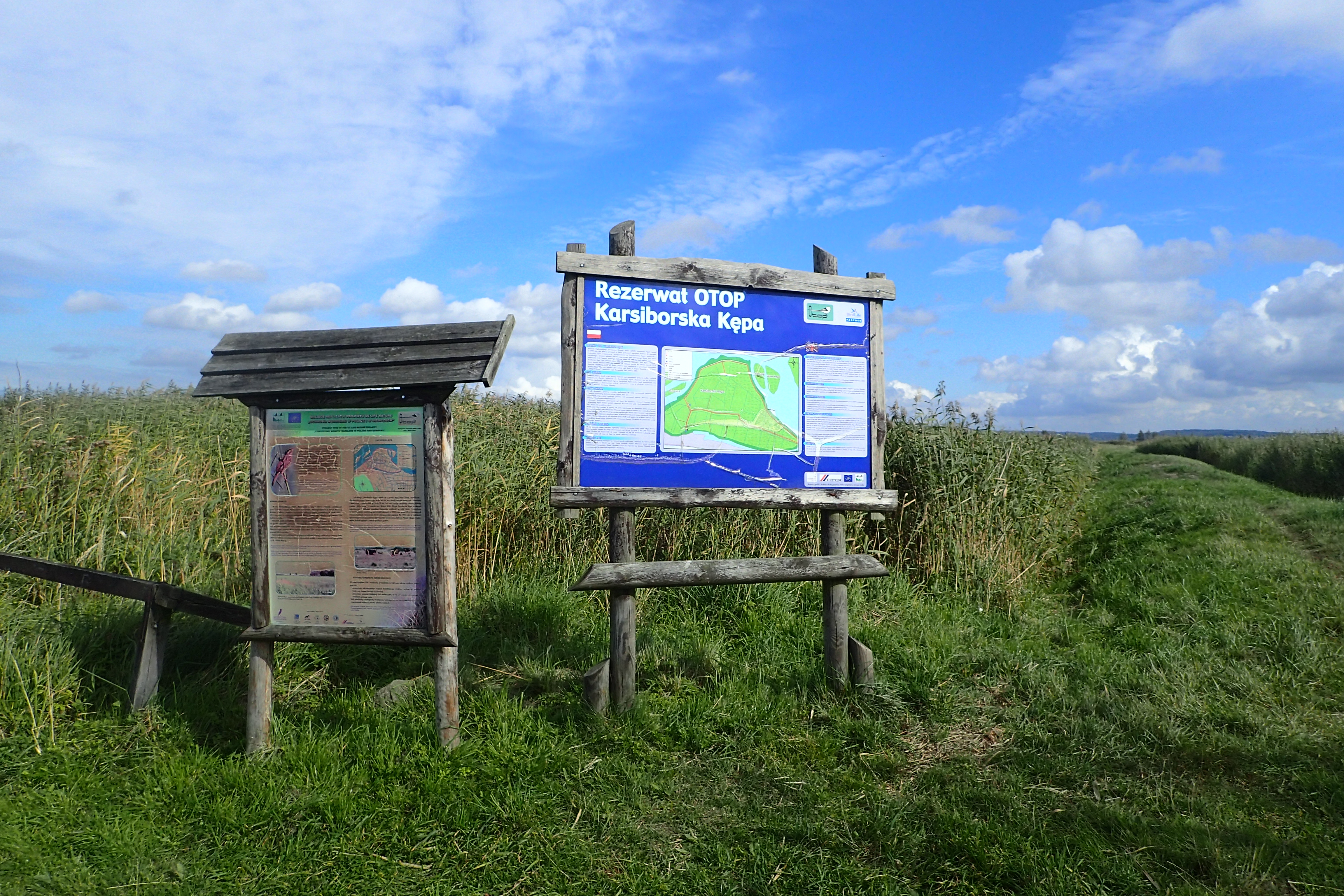
Karsiborska Kępa – jedyne zachowane do początków XXI wieku naturalne stanowisko gatunku w Polsce

Gatunek nie jest ujęty na Czerwonej liście gatunków zagrożonych publikowanej przez Międzynarodową Unię Ochrony Przyrody (IUCN). W skali globalnej jest uciążliwym gatunkiem inwazyjnym.
W Polsce ze względu na rzadkość występowania na naturalnych stanowiskach i zanikanie na nich – objęty został od 2004 ścisłą ochroną prawną. Z czterech znanych w Polsce naturalnych stanowisk, do XXI wieku zachowało się tylko jedno. To od dawna znane stanowisko na solnisku na północ od wsi Karsibór u nasady i w środkowej części Karsiborskiej Kępy. Babka pierzasta zagrożona jest tu z powodu konkurencji wysokich bylin i utrzymuje się tylko dzięki wypasowi oraz obecności mikrosiedlisk silnie wydeptywanych ścieżek i dróg w kompleksie słonych łąk.
Zarówno w kolejnych wydaniach Polskiej czerwonej księgi roślin, jak i na Czerwonej liście roślin i grzybów Polski gatunek uznawany jest za krytycznie zagrożony (CR).

## Znaczenie użytkowe
W Europie Zachodniej (głównie we Francji i Włoszech) liście tego gatunku spożywane są jako warzywo w sałatkach. Jest to też tradycyjny składnik kuchni bałkańskiej. Liście spożywane są na surowo, gotowane i lekko zblanszowane. Lekko kwaskowate i twardawe oceniane są jako najlepsze pod względem smakowym wśród przedstawicieli rodzaju. Jako roślina jadalna, tolerująca gleby słone i wysokie temperatury, uznawana jest za jedną z perspektywicznych roślin użytkowych, ze względu na związane ze zmianami klimatu pustynnienie i wzrost zasolenia gleb. Gatunek ten bywa też już uprawiany jako roślina jadalna. Walorami odżywczymi tej rośliny jest bogata zawartość takich makroelementów jak: wapń, sód, żelazo i magnez oraz istotnych aminokwasów. W południowo-zachodniej Azji wymieniana jest jako roślina pastewna – pokarmowa dla owiec, wielbłądów i wołów.
Podobnie jak inne gatunki babek także pierzasta była w kilku krajach wykorzystywana jako roślina lecznicza. Stosowano ją jako lek przeciwbólowy, przeciwzapalny, przeciwgorączkowy, przeciwnowotworowy oraz do leczenia chorób układu oddechowego. Badania naukowe potwierdzające obecność i działanie substancji biologicznie czynnych u tego gatunku są jednak nieliczne. Potwierdza się działanie cytotoksyczne, przeciwzapalne i przeciwrodnikowe. Zawartość fenoli potwierdzać może celowość tradycyjnych zastosowań leczniczych tej rośliny.
Roślina pojawia się także w handlu oferowana jako ozdobna.
W Hiszpanii i Kalifornii uznawana jest za uciążliwy chwast w uprawach. Uznawana jest także za szkodliwą ze względu na potencjalną rolę gospodarza dla patogenu winorośli – Cadophora luteo-olivacea (infekcje tym grzybem zarejestrowano w Hiszpanii).
Na terenach uprawnych jest też gatunkiem wskaźnikowym sygnalizującym wystąpienie nadmiernego zasolenia gleby.

## Zwalczanie
Jako chwast w uprawach gatunek zwalczany jest za pomocą pielenia, stosowania roślin okrywowych i mulczowania. Spośród herbicydów za skuteczny przeciw kiełkowaniu babki pierzastej w uprawach uważany jest isoxaben. Na już skiełkowane rośliny zwykle tylko osłabiająco działają: triklopyr, MCPA i Mecoprop, stosunkowo najbardziej skuteczny jest 2,4-D. Na plantacjach i w sadach stosowany jest glifosat.